# Synechocystis
Genre
Synechocystis est un genre de cyanobactéries (autrefois appelées algues bleues) représentées en premier lieu par la souche Synechocystis sp. PCC6803. Cette dernière vit dans l'eau douce et est capable de se développer à la fois de façon phototrophe par photosynthèse oxygénique et de façon hétérotrophe par glycolyse et phosphorylation oxydative. Elle est capable d'anticiper les transitions jour-nuit à l'aide d'une horloge circadienne.
Les cyanobactéries sont des microorganismes très étudiés du point de vue de la photosynthèse, de la fixation du carbone, de la fixation de l'azote, de l'évolution des plastes des plantes et de l'adaptation au stress environnemental. Synechocystis sp. PCC6803 est l'une des espèces de cyanobactéries les plus étudiées, car elle peut pousser à la fois de façon autotrophe et hétérotrophe en l'absence de lumière. Elle a été isolée d'un lac d'eau douce en 1968 et est aisément modifiable par l'ADN exogène. Son génome est réparti sur un chromosome de 3,57 Mb, quatre grands plasmides de 120 106 103 et 44 kbp et trois petits plasmides de 5.2.2.4 et 2,3 kbp.
L'appareil photosynthétique de Synechocystis sp. PCC6803 est très semblable à celui des plantes. Cet organisme est également capable de mouvements phototactiques. Il peut vivre dans l'obscurité de façon entièrement hétérotrophe mais, pour une raison encore inconnue, il nécessite d'être exposé à un minimum de 5 à 15 minutes de lumière bleue par jour. Ce rôle régulateur de la lumière demeure inchangé chez les souches dépourvues de photosystème I et de photosystème II.

## Liste d'espèces
Selon ITIS (29 mars 2018) :
- Synechocystis aquaticus C. Sauvageau, 1892
- Synechocystis crassa Woronichin.
- Synechocystis minuscula Woronichin
- Synechocystis salina Wislouch
- Synechocystis thermalis Copeland

Selon NCBI (29 mars 2018) :
- Synechocystis aquatilis
- Synechocystis bourrellyi
- Synechocystis fuscopigmentosa
- Synechocystis limnetica
- Synechocystis minuscula
- Synechocystis nigrescens
- Synechocystis pevalekii
- Synechocystis salina
- Synechocystis trididemni
- Synechocystis sp. PCC 6803

Selon World Register of Marine Species (29 mars 2018) :
- Synechocystis aquatilis Sauvageau, 1892
- Synechocystis bourrellyi Komárek, 1976
- Synechocystis buzasii Palik, 1948
- Synechocystis consortia R.E.Norris, 1967
- Synechocystis crassa Woronichin, 1929
- Synechocystis diplococca (Pringsheim) Bourrelly, 1970
- Synechocystis endobiotica (Elenkin & Hollerbach) Elenkin, 1938
- Synechocystis limnetica Popovskaja, 1968
- Synechocystis major (Geitler) Komárek & Anagnostidis, 1995
- Synechocystis minima Woronichin, 1927
- Synechocystis minuscula Woronichin, 1926
- Synechocystis parvula Perfiliev [Perfiljev], 1923
- Synechocystis pevalekii Ercegovic, 1925
- Synechocystis planctonica Proskina-Lavrenko, 1951
- Synechocystis primigenia N.L.Gardner, 1927
- Synechocystis salina Wislouch, 1924
- Synechocystis sallensis Skuja, 1930
- Synechocystis septentrionalis Skuja, 1956
- Synechocystis skujae Joosten, 2006
- Synechocystis thermalis J.J.Copeland, 1936
- Synechocystis trididemni F.Lafargue & G.Duclaux, 1979
- Synechocystis willei N.L.Gardner, 1927